# 里加道加瓦足球俱樂部
- 關於位於陶格夫匹尔斯的同名足球俱樂部，請見「道加瓦足球俱樂部」。

里加道加瓦足球俱樂部是拉脫維亞里加已解散的足球俱樂部。球隊曾參加拉脫維亞超級足球聯賽的賽事。

## 历史
该俱乐部于2003年在成立，最初名为尤尔马拉足球俱乐部（FK Jūrmala）。球队在成立首年参加拉脱维亚足球甲级联赛即夺冠，成功晋级到拉脫維亞超級足球聯賽。
2010年，俱乐部改名为尤尔马拉-VV足球俱乐部（FK Jūrmala-VV），队名中的“VV”指其赞助商“Vienos Vārtos”。同年球队在拉脫維亞盃中打入决赛，最终在点球大战中以5–6负于，取得亚军。
2012年3月，俱乐部搬至里加，并改名为里加道加瓦足球俱乐部（FK Daugava Rīga）。俱乐部于2015年解散。

## 外部連結
- FK Jurmala （拉脱维亚文） （俄文）
- Page for the 2012 Virslīga season（页面存档备份，存于） （拉脱维亚文）